# Christian Pongruber
Christian Pongruber (* 17. November 1920 in Bergheim, Land Salzburg; † 1. Mai 2019 in Salzburg) war ein österreichischer Politiker (ÖVP).

## Leben
Christian Pongruber wurde als Kind einer Bauernfamilie im Bergheimer Ortsteil Siggerwiesen geboren. Nach dem Besuch der Volks- und Hauptschule war er kurzzeitig als Angestellter tätig. 1940 wurde er als Soldat für die Wehrmacht verpflichtet, in der er bis 1945 diente. Nach seiner Rückkehr nach Österreich übernahm Pongruber als Landwirt den Hof seiner Eltern.
Seine politische Karriere begann Pongruber 1949, als er für die ÖVP in den Gemeinderat von Bergheim gewählt wurde. 1954 folgte – nach dem Tod des amtierenden Bürgermeisters Paul Gierlinger – die Wahl Pongrubers zum Bürgermeister seiner Heimatgemeinde. Christian Pongruber saß danach 35 Jahre lang in der Bürgermeisterstube von Bergheim; erst im Jahr 1989 zog er sich aus allen politischen Funktionen zurück.
Im Dezember 1959 wurde Pongruber in Wien als Mitglied des Bundesrats vereidigt; er blieb Bundesrat bis Juli 1965. Von 1968 bis 1969 saß er für die ÖVP kurzzeitig als Abgeordneter im Salzburger Landtag.
Innerhalb seiner Partei bekleidete er von 1957 bis 1966 das Amt des Bezirksparteivorsitzenden für den Bezirk Salzburg-Umgebung.

## Auszeichnungen (Auswahl)
- 1965: Goldenes Verdienstzeichen der Republik Österreich
- 1979: Goldenes Verdienstzeichen des Landes Salzburg
- 1985: Silbernes Verdienstzeichen des Landes Salzburg
- 1989: Goldenes Ehrenzeichen um die Verdienste der Republik Österreich